# Sigismund Szana
Sigismund Szana (ungarisch Zsigmond Szana) (* 1870 in Temesvár, Königreich Ungarn; † 24. Mai 1929 in Chicago) war ein ungarisch-rumänischer Unternehmer und Bankier.

## Leben
Szana studierte an der Handelsakademie in Budapest und am Handelskollegium in Berlin. Nach dem Studium kehrte er in seine Geburtsstadt Temesvár zurück und gründete 1896 eine Firma, die Streichhölzer und Schmierstoffe produzierte. 1906 gründete er die Temesvár Bank- und Handels-Aktiengesellschaft, die mehrere lokale Unternehmen kontrollierte. Nach 1920 war die Bank die bedeutendste Finanzinstitution in Siebenbürgen und dem Banat.
Szana war daneben Präsident des Industriellenvereins des Banats, Vize- und später Honorarkonsul Großbritanniens und engagierte sich als Mäzen verschiedener Literaten und Künstler. Er starb an einem Herzinfarkt auf einer Geschäftsreise in Chicago und wurde auf dem jüdischen Friedhof in Temesvár begraben.

## Ehrungen
- Kommandeur des rumänischen Stern-Ordens[1]
- Großkreuz des rumänischen Kronen-Ordens[1]